# استفانو دل سانته
استفانو دل سانته (انگلیسی: Stefano Del Sante؛ زادهٔ ۱۳ ژانویهٔ ۱۹۸۷) بازیکن فوتبال اهل ایتالیا است.
از باشگاه‌هایی که در آن بازی کرده‌است می‌توان به باشگاه فوتبال پروجا، باشگاه فوتبال یووه استابیا، باشگاه فوتبال فیورنتینا، و باشگاه فوتبال وارزه اشاره کرد.